# Wahnwegen

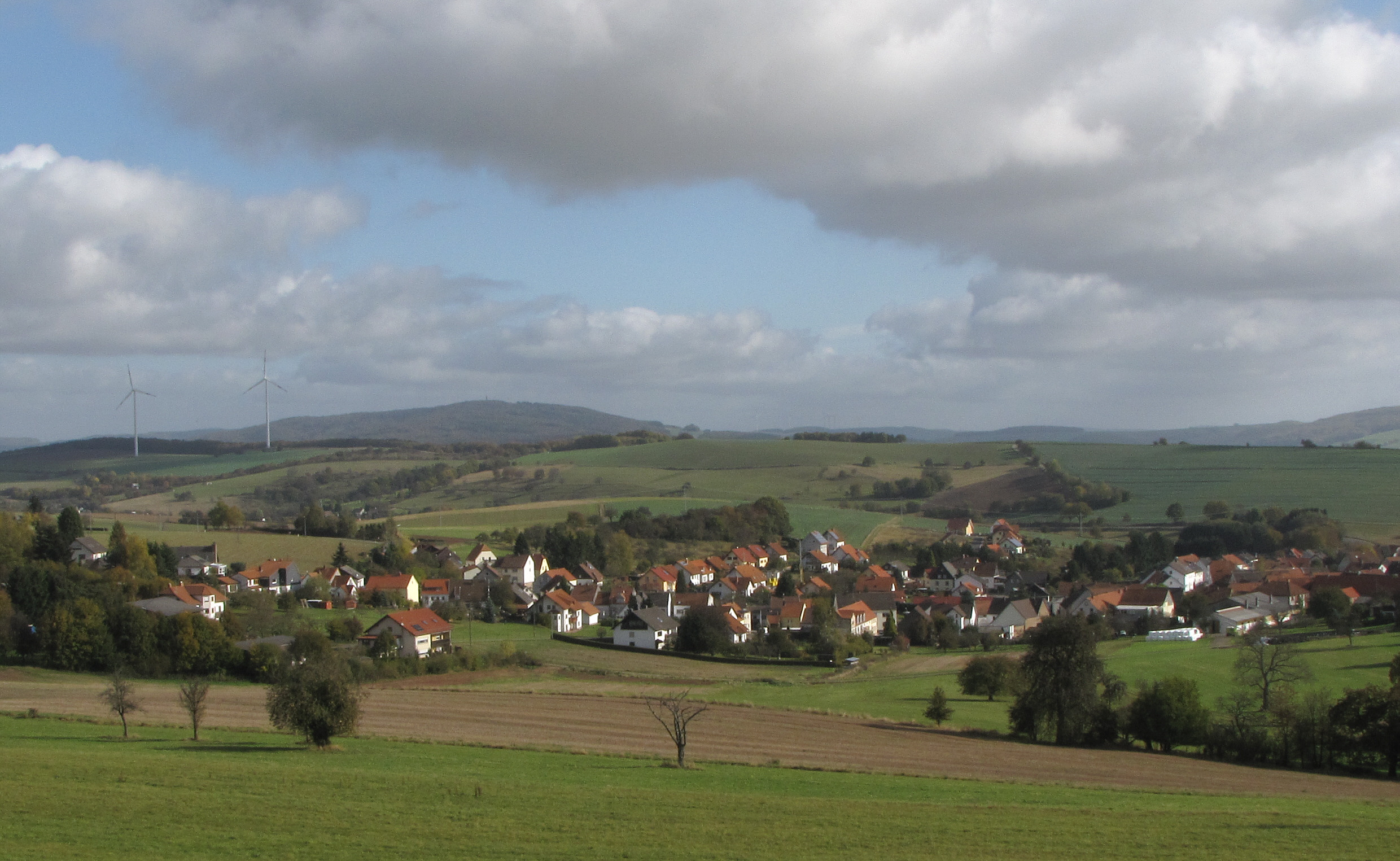
Blick auf Wahnwegen

Wahnwegen ist eine Ortsgemeinde im Landkreis Kusel in Rheinland-Pfalz. Sie gehört der Verbandsgemeinde Oberes Glantal an.

## Geographie
Der Ort liegt am Fuß des 437 Meter hohen Hühnerkopfes im Saubeertal in der Westpfalz.
Zu Wahnwegen gehört auch der Wohnplatz Jagdhaus.
Im Nordosten befindet sich Hüffler, im Osten Quirnbach, im Südwesten Herschweiler-Pettersheim und nordwestlich liegt Konken.

## Geschichte
Erstmals urkundlich erwähnt wurde der Ort im Jahr 1477 als Wanwegen.
Als Teil des Remigiuslandes gehörte der Ort zunächst zur Grafschaft Veldenz und fiel nachfolgend mit dem Erlöschen deren männlicher Linie 1444 an die neu gebildete Grafschaft Pfalz-Zweibrücken, deren weiteres Schicksal Wahnwegen nun teilte.
Wahnwegen wurde vor allem vom Dreißigjährigen Krieg schwer getroffen. Während im Jahr 1609 noch 82 Einwohner verzeichnet wurden, waren es in der zweiten Jahrhunderthälfte erst wieder 15 Bewohner. Im Laufe des 18. Jahrhunderts stiegen die Zahlen zunehmend, zum nächsten Jahrhundertwechsel war die Bevölkerung auf etwa 300 Menschen angewachsen.
Von 1801 bis 1814 gehörte Wahnwegen als Teil des Saardepartements, Arrondissement Birkenfeld, Canton Kusel, Mairie Quirnbach zu Frankreich. Auf dem Wiener Kongress fiel die linksrheinische Pfalz 1815 zunächst an Österreich und 1816 aufgrund eines Tauschvertrages an das Königreich Bayern. Der Ort wurde nun dem Landkommissariat Kusel, Bürgermeisteramt Quirnbach, im bayerischen Rheinkreis zugeordnet.
Die Landwirtschaft prägte den Ort bis weit in das 20. Jahrhundert hinein, wurde aber schon im vorhergehenden Jahrhundert schrittweise zurückgedrängt. Eine wachsende Arbeiterschaft fand zunächst Beschäftigung in den Steinbrüchen der Umgebung und in den Kohlengruben und Eisenhütten des Saarlandes, während es heutzutage vielfältige Tätigkeiten sind, denen die Mehrheit der Dorfbewohner als Berufspendler auswärts nachgeht.
Nach dem Zweiten Weltkrieg wurde Wahnwegen innerhalb der französischen Besatzungszone Teil des damals neu gebildeten Landes Rheinland-Pfalz. Im Zuge der ersten rheinland-pfälzischen Verwaltungsreform wurde der Ort 1972 der Verbandsgemeinde Glan-Münchweiler zugeordnet, die 2017 in der Verbandsgemeinde Oberes Glantal aufging.

## Politik

### Bürgermeister
René Morgenstern wurde 2014 Ortsbürgermeister von Wahnwegen. Da bei der Direktwahl am 26. Mai 2019 kein Kandidat angetreten war, erfolgte die anstehende Wahl gemäß Gemeindeordnung durch den Rat. Dieser bestätigte Morgenstern am 8. Juli 2019 einstimmig für weitere fünf Jahre in seinem Amt.
Er wurde im Juni 2024 wiedergewählt.

### Wappen
Das Wappen geht zurück auf ein Siegel von 1747.

## Wirtschaft und Infrastruktur
Im Nordosten verläuft die A 62. In Glan-Münchweiler ist ein Bahnhof der Glantalbahn.